# Courgoul
Courgoul ist eine französische Gemeinde mit 61 Einwohnern (Stand: 1. Januar 2022) im Département Puy-de-Dôme in der Region Auvergne-Rhône-Alpes (vor 2016 Auvergne). Sie gehört zum Arrondissement Issoire und zum Kanton Le Sancy (bis 2015 Champeix). 

## Lage
Courgoul liegt etwa 32 Kilometer südsüdwestlich von Clermont-Ferrand in der Limagne, am Fluss Couze de Valbeleix. Umgeben wird Courgoul von den Nachbargemeinden Saurier im Norden, Saint-Floret im Osten und Nordosten, Chassagne im Süden und Osten, Valbeleix im Südwesten sowie Saint-Diéry im Westen und Nordwesten.

## Weblinks

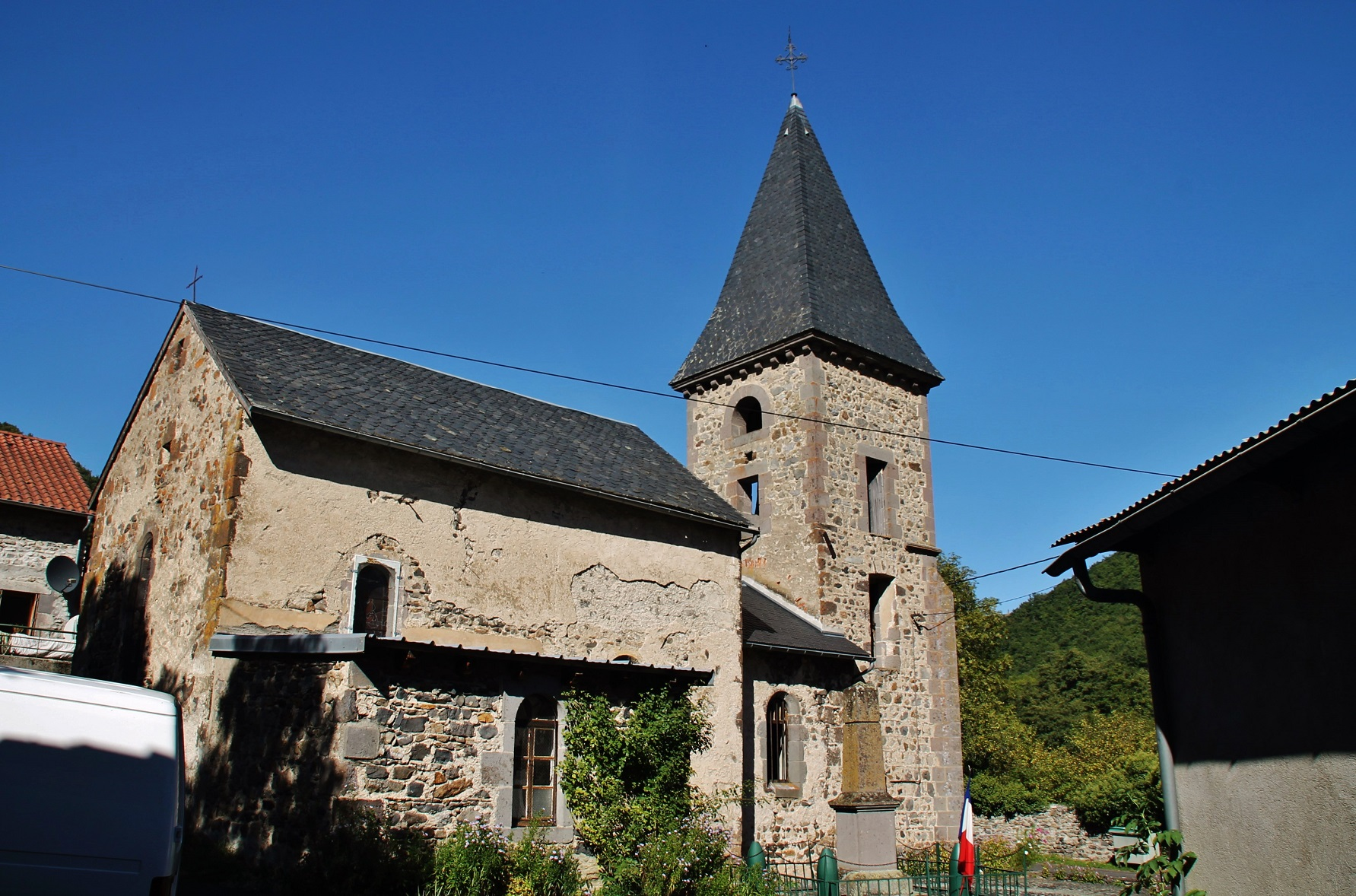
Kirche Saint-Christophe

## Bevölkerungsentwicklung
| Jahr                       | 1962 | 1968 | 1975 | 1982 | 1990 | 1999 | 2006 | 2013 |
| Einwohner                  | 87   | 71   | 64   | 70   | 59   | 55   | 62   | 74   |
| Quellen: Cassini und INSEE |      |      |      |      |      |      |      |      |

## Sehenswürdigkeiten
- Kirche Saint-Christophe